# Louise-Henriette d'Orange
Louise-Henriette d’Orange (née le 7 décembre 1627 à La Haye ; décédée 18 juin 1667 à Cölln), première épouse du Grand Électeur, fut princesse-électrice de Brandebourg et duchesse de Prusse. Le nom du château et de la ville d'Oranienbourg renvoient à la famille de cette princesse.

## Biographie

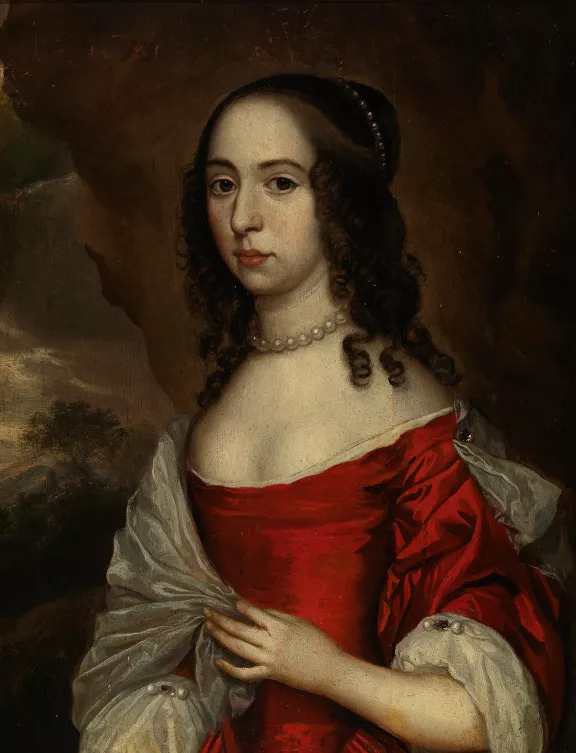
La princesse Louise-Henriette d’Orange-Nassau.

Louise Henriette, née comtesse d’Orange-Nassau, était la fille aînée du stathouder Frédéric-Henri d'Orange-Nassau et de sa femme Amélie de Solms-Braunfels, dame d'honneur d’Élisabeth Stuart qui avait suivi sa maîtresse dans son exil aux Pays-Bas.
À 19 ans, Louise-Henriette épousa l’électeur de Brandebourg Frédéric-Guillaume, surnommé par la suite le « Grand Électeur ». Frédéric-Guillaume, encore prince héritier, avait passé sa jeunesse aux Provinces-Unies et connaissait parfaitement le pays de Louise-Henriette ; il était très conscient de la position éminente des princes d'Orange au sein de la république : c'était une famille riche, et très en vue dans une nation techniquement à la pointe du progrès. Par son mariage, il espérait faire aboutir à son avantage les âpres négociations autour de l'avenir du défunt duché de Poméranie.
Elle avait à peine 21 ans que, devenue margravine de Brandebourg, elle entreprit de multiples voyages entre La Haye, Kœnigsberg, Berlin et Clèves, n'hésitant pas à suivre son mari sur les champs de bataille de la guerre du Nord, de Varsovie au Jutland et même en Suède. Elle l'accompagnait aussi à la chasse ainsi que dans ses longues tournées à travers les possessions des Hohenzollern. Louise-Henriette, malgré de nombreuses fausses-couches, mit au monde six enfants, dont seuls trois fils lui survécurent : le prince Charles-Émile (1655-1674), Frédéric et Louis (1666-1687). Seul un de ces fils survécut à son père : Frédéric, le premier roi en Prusse.
D’après l’historienne Gerhild H. M. Komander, Louise-Henriette « fut pour son mari une conseillère pragmatique et active. Elle s'engagea personnellement pour la réconciliation avec la Pologne, et par sa correspondance avec la reine Louise-Marie de Pologne, contribua à la réussite du renversement d'alliance au cours de la guerre du Nord, assurant au Brandebourg la reconnaissance de sa suzeraineté sur le duché de Prusse. Peu de princesses ont exercé une telle influence. »
En 1650, Frédéric-Guillaume installa son épouse au bailliage de Bötzow, au nord de Berlin. Là, Louise-Henriette fit reconstruire l'ancien pavillon de chasse ascanien de l’électeur de Brandebourg Joachim Hector II par l’architecte Johann Gregor Memhardt : cela donna un château de style baroque hollandais, qui reçut en 1652 le nom d’Oranienbourg, c'est-à-dire château <de la comtesse> d’Orange. Peu après, la localité de Bötzow choisit de se renommer Oranienbourg.
En 1663, Louise-Henriette fit installer à Oranienbourg le premier cabinet de porcelaines d'Europe. Elle suivait en cela la manie de ses compatriotes néerlandais, consistant à surcharger le manteau de leurs cheminées de figurines de porcelaines. Deux ans plus tard, avec la naissance de fils Charles-Émile, elle put combler son désir de fonder un internat, le premier internat d'Allemagne, qui pouvait accueillir 24 enfants. Elle en rédigea elle-même les statuts et combla l'établissement de donations pour pourvoir aux besoins des pensionnaires.

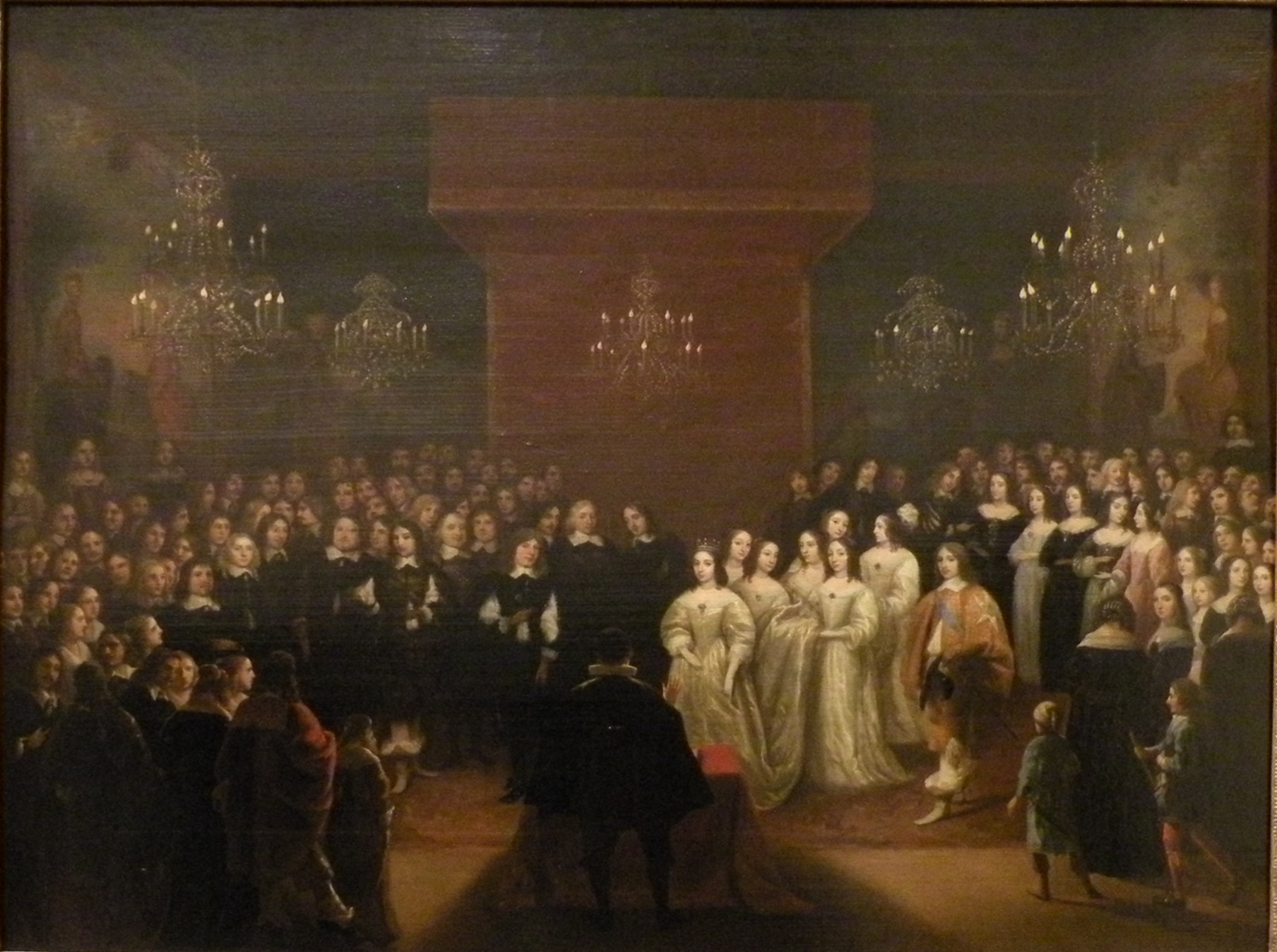
Mariage de l’Électeur de Brandebourg, par Jan Mytens. Musée des beaux-arts de Rennes.

Vers 1650, le Grand Électeur fit agrandir l’aile ouest de la clôture de l’Abbaye de Lehnin pour en faire un pavillon de chasse. Ce fut le début d'une vie de cour retirée dans l'ancienne abbaye cistercienne de la Zauche, dont Louise-Henriette fit bientôt sa résidence favorite. C'est là que le 9 mai 1667, la famille princière fit ses adieux à une Louise-Henriette consumée par la phtisie. Elle mourut à Cölln quelques semaines plus tard. L'électrice est inhumée dans la crypte de la cathédrale de Berlin. Son nom est toujours célébré par la Fondation Louise-Henriette, qui a repris les locaux de l'abbaye.
Le 18 juin 1858, soit 191 années après sa mort, on lui édifia une statue sur la place du château d'Oranienbourg. Le sculpteur était Wilhelm Wolff (1816-1887), de Fehrbellin.

## Liens externes

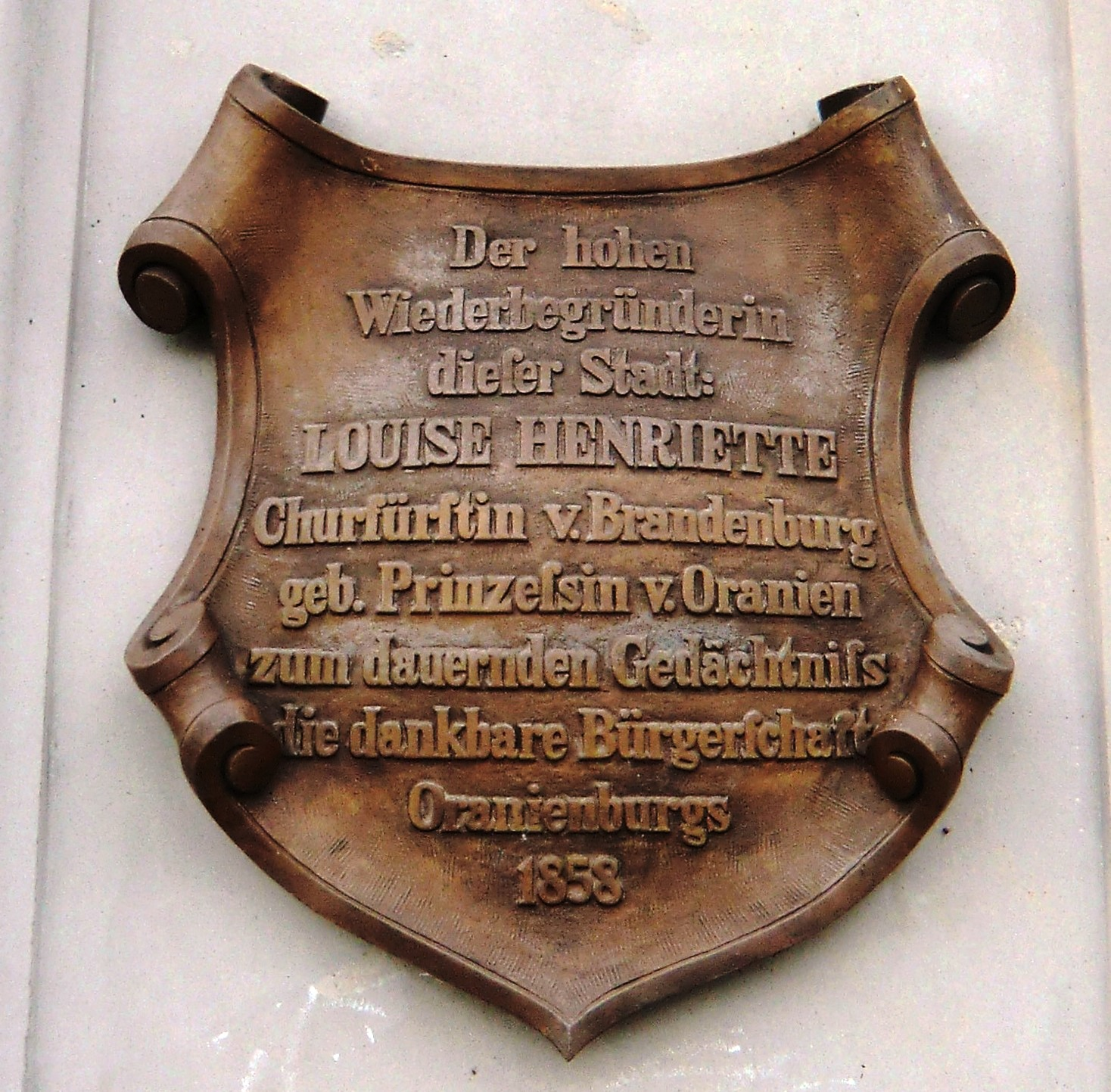
Hommage de la ville d'Oranienbourg sur la stèle de la statue.
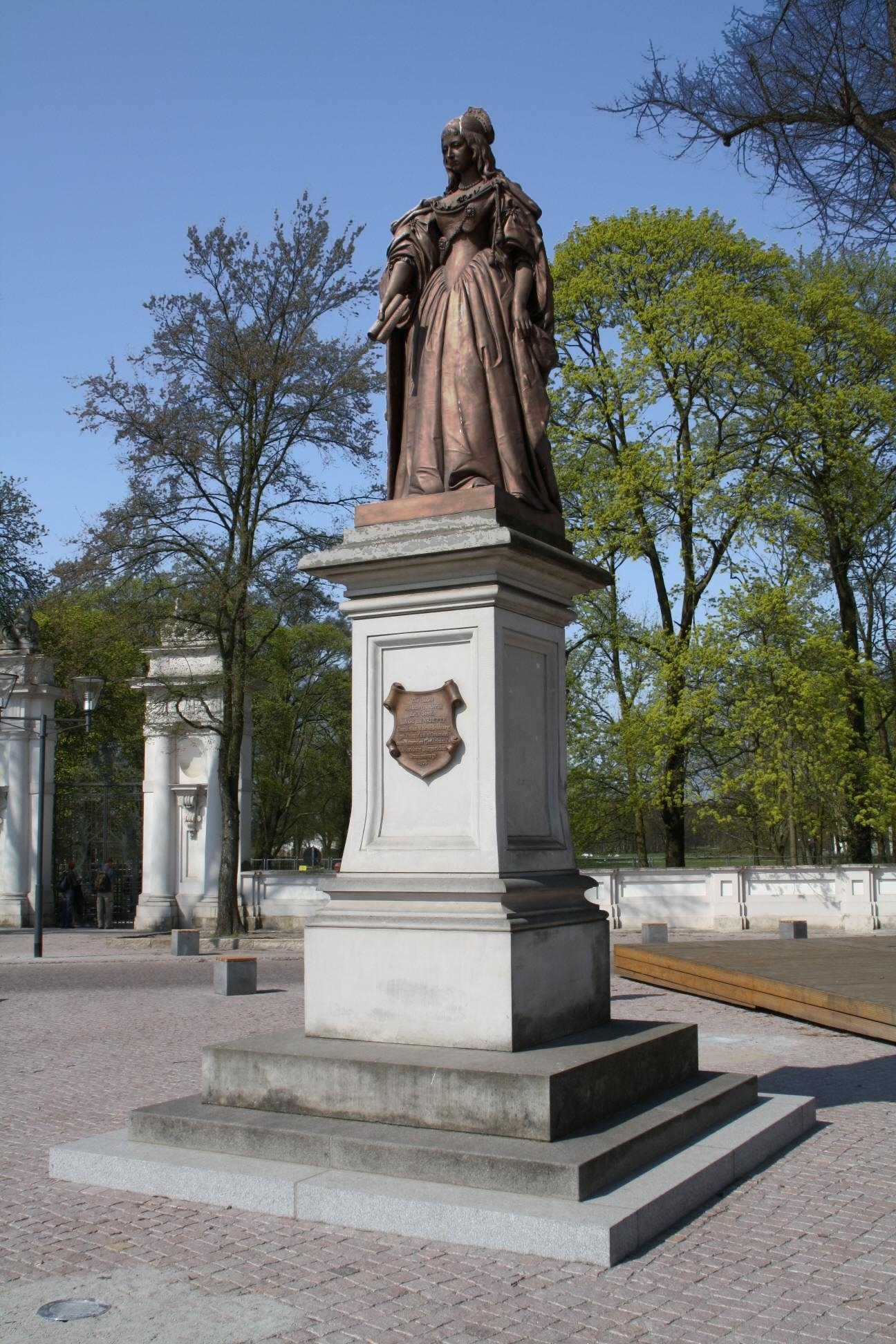
Statue à Oranienbourg.